# Giovanni Biaggini
Giovanni Biaggini (* 11. Juni 1960 in Stans) ist ein Schweizer Jurist und Hochschullehrer an der Universität Zürich.

## Leben
Biaggini studierte von 1979 bis 1984 Rechtswissenschaften an der Universität Basel. Anschließend arbeitete er dort als Assistent, bis er 1989 seine Promotion zum Dr. iur. vollendet hatte. 1990 legte er sein Advokaturexamen ab. Von 1991 bis 1999 war Biaggini als Mitarbeiter von Heinrich Koller am Bundesamt für Justiz tätig. Gleichzeitig nahm er als Lektor, später als Privatdozent, einen Lehrauftrag an der Universität Basel wahr. In diese Zeit fällt die Vollendung seiner Habilitation (1995), womit ihm die Venia legendi für die Fächer Öffentliches Recht, Europarecht und juristische Methodenlehre verliehen wurde.
1996/97 vertrat Biaggini einen Lehrstuhl an der Universität Fribourg. Seit dem 1. September 1999 hat er den ordentlichen Lehrstuhl für Staats-, Verwaltungs- und Europarecht am Institut für Völkerrecht und ausländisches Verfassungsrecht der Universität Zürich inne. Seit August 2014 ist er Prodekan der dortigen rechtswissenschaftlichen Fakultät. 2012 und 2013 war er stellvertretender Vorsitzender der Vereinigung der Deutschen Staatsrechtslehrer.

## Veröffentlichungen (Auswahl)
- Verfassung und Richterrecht: Verfassungsrechtliche Grenzen der Rechtsfortbildung im Wege der bundesgerichtlichen Rechtsprechung. In: Basler Studien zur Rechtswissenschaft / Reihe B / Öffentliches Recht. Band 31. Helbing & Lichtenhahn, Basel 1991, ISBN 3-7190-1137-2 (Dissertation Universität Basel 1989, XLV, 516 Seiten, 23 cm).
- Theorie und Praxis des Verwaltungsrechts im Bundesstaat – Rechtsfragen der "vollzugsföderalistischen" Gesetzesverwirklichung am Beispiel des schweizerischen Bundesstaates unter vergleichender Berücksichtigung der Rechtsverwirklichungsstrukturen in der Europäischen Gemeinschaft. Helbing & Lichtenhahn, Basel 1996, ISBN 978-3-7190-1508-4 (Habilitationsschrift).
- Bundesverfassung der Schweizerischen Eidgenossenschaft. Kommentar. 2. Auflage. Orell Füssli, Zürich 2017, ISBN 978-3-280-07320-9.
- mit Andreas Lienhard, Markus Schott und Felix Uhlmann: Wirtschaftsverwaltungsrecht des Bundes. 6. Auflage. Helbing & Lichtenhahn, Basel 2016, ISBN 978-3-7190-3513-6.
- mit Thomas Gächter und Regina Kiener: Staatsrecht. 3. Auflage. Dike-Verlag, Zürich 2021,  ISBN  978-3-03891-315-3